# Capanna Alpe Fümegna
La capanna Alpe Fümegna o capanna Fümegna è un rifugio alpino situato nel comune di Verzasca, nel Canton Ticino, nella valle Pincascia, nelle Alpi Lepontine, a 1.810 m s.l.m.

## Caratteristiche e informazioni
La capanna è disposta su un piano, con refettorio unico per un totale di 18 posti. In assenza del guardiano sono a disposizione due piani di cottura, uno a legna e uno a gas, completi di utensili di cucina. I servizi igienici e l'acqua corrente sono all'interno dell'edificio. Il riscaldamento è a legna. L'illuminazione è prodotta da pannelli solari. I posti letto sono suddivisi in 2 stanze.

## Accessi
- Lavertezzo 536 m - Lavertezzo è raggiungibile anche con i mezzi pubblici. - Tempo di percorrenza: 4 ore - Dislivello: 1.300 metri - Difficoltà: T2.

## Ascensioni
- Forcarella di Lodrino (2.218 m) - Tempo di percorrenza: 1,15 ore - Dislivello: 400 metri - Difficoltà: T3.

## Traversate
- Capanna Cornavòsa 1,30 ore
- Capanna Alva 3,30 ore
- Capanna Efra 4 ore
- Capanna Borgna 6 ore

## Curiosità
La capanna si trova sul percorso della corsa in montagna Lodrino-Lavertezzo.